# Tytus Czyżewski

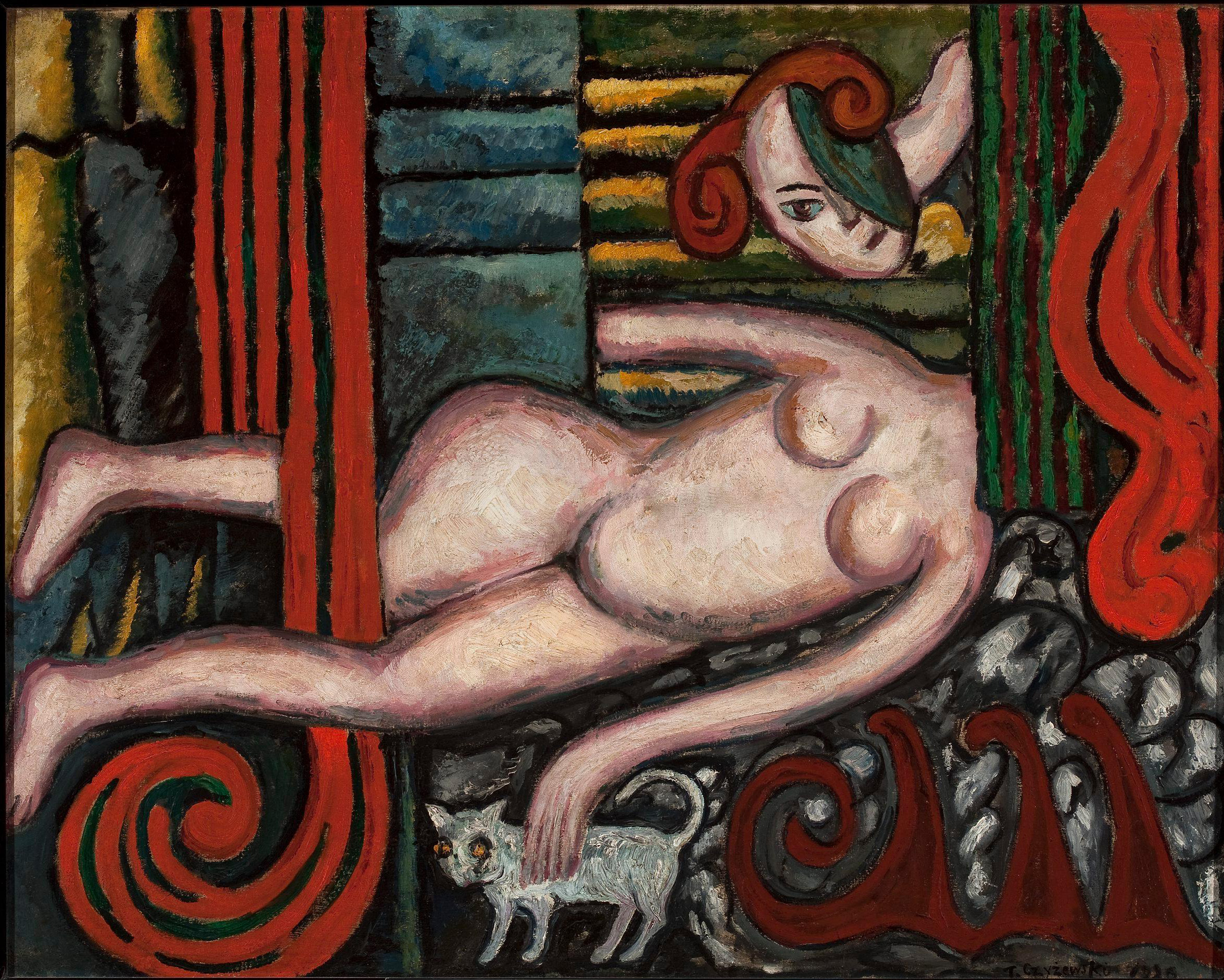
Tytus Czyżewski, Akt z kotem, 1920, Muzeum Narodowe w Warszawie

Tytus Czyżewski (ur. 28 grudnia 1880 w Przyszowej, zm. 5 maja 1945 w Krakowie) – polski malarz, poeta, krytyk sztuki, jeden z teoretyków formizmu.

## Życiorys
Pochodził z rodziny ziemiańskiej. Ukończył szkołę średnią w Nowym Sączu. W latach 1902–1907 studiował malarstwo w Akademii Sztuk Pięknych w Krakowie, m.in. pod kierunkiem Józefa Mehoffera i Stanisława Wyspiańskiego. W latach 1907–1909 i 1910–1912 kontynuował studia w Paryżu. Od 1911 jego prace uczestniczyły w Wystawach Niezależnych. W 1917 był współzałożycielem ugrupowania Ekspresjonistów Polskich, w roku 1919 przekształconego w grupę Formiści. Redagował pismo grupy zatytułowane „Formiści”. Był jednym z organizatorów klubów futurystycznych: Katarynka (1919) i Gałka Muszkatołowa (1921). Publikował wiersze w Jednodńuwce futurystuw.
W latach 1922–1925 pracował w polskiej ambasadzie w Paryżu. W tym czasie publikował m.in. w pismach „Zwrotnica” (korespondencje), „Epoka” (recenzje wystaw malarskich), „Almanach Nowej Sztuki”. W 1930 zamieszkał w Warszawie. Publikował w czasopismach „Głos Plastyków”, „L’Art Contemporain – Sztuka Współczesna”, „Kultura”, „Wiadomości Literackie”, „Kurier Polski”, „Prosto z Mostu”. W czasie okupacji przebywał w Warszawie. Pracował wtedy nad tomem poezji Antidotum, który został zniszczony podczas powstania warszawskiego. Po powstaniu zamieszkał w Krakowie, gdzie zmarł.
Tworzył kompozycje wielopłaszczyznowe o dynamicznych i zgeometryzowanych formach, nawiązujące do sztuki podhalańskiej, także portrety, martwe natury i pejzaże. W dorobku ma również wiersze początkowo pisane w stylu futuryzmu, potem stylizowane na ludowy prymitywizm (zbiór Pastorałki).

## Dorobek pisarski

### Poezje
- 1920 – Zielone Oko. Poezje formistyczne. Elektryczne wizje
- 1922 – Noc – dzień. Mechaniczny instynkt elektryczny
- 1925 – Pastorałki
- 1927 – Robespierre. Rapsod. Cinema. Od romantyzmu do cynizmu
- 1936 – Lajkonik w chmurach

### Próby dramatyczne
- 1907 – Śmierć Fauna. Obrazek
- 1922 – Osioł i słońce w metamorfozie
- 1922 – Włamywacz z lepszego towarzystwa
- 1922 – Wąż, Orfeusz i Euridika

### Inne
- 1928 – Władysław Ślewiński, Gebethner i Wolff, Warszawa (seria Monografje Artystyczne, t. 18)